# Campeonato Mundial de Atletismo de 2019 - Revezamento 4x400 m misto
A competição dos 4 x 400 metros estafetas misto no Campeonato Mundial de Atletismo de 2019 foi realizada no Estádio Internacional Khalifa, em Doha, no Catar, nos dias 28 e 29 de setembro.

## Medalhistas
| Ouro | Prata                                                                                         | Bronze                                                                            |
| Estados Unidos · Wilbert London · Allyson Felix · Courtney Okolo · Michael Cherry · Tyrell Richard* · Jessica Beard* · Jasmine Blocker* · Obi Igbokwe* | Jamaica · Nathon Allen · Roneisha McGregor · Tiffany James · Javon Francis · Janieve Russell* | Bahrein · Musa Isah · Aminat Yusuf Jamal · Salwa Eid Naser · Abbas Abubakar Abbas |

(*) Disputaram apenas as eliminatórias

## Calendário
| Data                   | Horário | Fase          |
| ---------------------- | ------- | ------------- |
| 28 de setembro de 2019 | 20:00   | Eliminatórias |
| 29 de setembro de 2019 | 22:35   | Final         |

Todos os horários estão no horário local (UTC+3)

## Resultados

### Eliminatórias
Qualificação: Três primeiros de cada bateria (Q) e os dois melhores tempos (q) das eliminatórias. 
| Pos. | Bateria | Nacionalidade  | Atletas                                                                                  | Tempo   | Notas            |
| ---- | ------- | -------------- | ---------------------------------------------------------------------------------------- | ------- | ---------------- |
| 1    | 1       | Estados Unidos | Tyrell Richard (M), Jessica Beard (F), Jasmine Blocker (F), Obi Igbokwe (M)              | 3:12.42 | Q,               |
| 2    | 1       | Jamaica        | Nathon Allen (M), Janieve Russell (F), Roneisha McGregor (F), Javon Francis (M)          | 3:12.73 | Q,               |
| 3    | 1       | Bahrein        | Musa Isah (M), Aminat Yusuf Jamal (F), Salwa Eid Naser (F), Abbas Abubakar Abbas (M)     | 3:12.74 | Q,               |
| 4    | 1       | Grã-Bretanha   | Rabah Yousif (M), Zoey Clark (F), Emily Diamond (F), Martyn Rooney (M)                   | 3:12.80 | q,               |
| 5    | 2       | Polónia        | Wiktor Suwara (M), Anna Kiełbasińska (F), Małgorzata Hołub-Kowalik (F), Rafał Omelko (M) | 3:15.47 | Q                |
| 6    | 2       | Brasil         | Anderson Henriques (M), Tiffani Marinho (F), Geisa Coutinho (F), Lucas Carvalho (M)      | 3:16.12 | Q,               |
| 7    | 2       | Índia          | Muhammed Anas (M), V. K. Vismaya (F), Jisna Mathew (F), Noah Nirmal Tom (M)              | 3:16.14 | Q,               |
| 8    | 2       | Bélgica        | Robin Vanderbemden (M), Camille Laus (F), Imke Vervaet (F), Dylan Borlée (M)             | 3:16.16 | q,               |
| 9    | 2       | Itália         | Edoardo Scotti (M), Giancarla Trevisan (F), Raphaela Lukudo (F), Brayan Lopez (M)        | 3:16.52 |                  |
| 10   | 1       | Canadá         | Austin Cole (M), Aiyanna Stiverne (W), Madeline Price (W), Philip Osei (M)               | 3:16.76 | Recorde nacional |
| 11   | 2       | Quênia         | Alphas Kishoyian (M), Gladys Musyoki (F), Mary Moraa (F), Alex Sampao (M)                | 3:17.09 |                  |
| 12   | 1       | França         | Mame-Ibra Anne (M), Amandine Brossier (F), Agnès Raharolahy (F), Thomas Jordier (M)      | 3:17.17 | Recorde nacional |
| 13   | 1       | Ucrânia        | Danylo Danylenko (M), Tetyana Melnyk (F), Kateryna Klymiuk (F), Oleksiy Pozdnyakov (M)   | 3:17.50 |                  |
| 14   | 2       | Alemanha       | Marvin Schlegel (M), Luna Bulmahn (F), Karolina Pahlitzsch (F), Manuel Sanders (M)       | 3:17.85 |                  |
| 15   | 1       | Chéquia        | Jan Tesař (M), Lada Vondrová (F), Tereza Petržilková (F), Patrik Šorm (M)                | 3:18.01 |                  |
| 16   | 2       | Japão          | Seika Aoyama (F), Kota Wakabayashi (M), Tomoya Tamura (M), Saki Takashima (F)            | 3:18.77 | Recorde nacional |

### Final
A final ocorreu dia 29 de setembro às 22:35. 
| Pos.              | Nacionalidade  | Atletas                                                                                 | Tempo   | Notas                |
| ----------------- | -------------- | --------------------------------------------------------------------------------------- | ------- | -------------------- |
| Medalha de ouro   | Estados Unidos | Wilbert London (M), Allyson Felix (F), Courtney Okolo (F), Michael Cherry (M)           | 3:09.34 | Recorde mundial      |
| Medalha de prata  | Jamaica        | Nathon Allen (M), Roneisha McGregor (F), Tiffany James (F), Javon Francis (M)           | 3:11.78 | Recorde nacional     |
| Medalha de bronze | Bahrein        | Musa Isah (M), Aminat Yusuf Jamal (F), Salwa Eid Naser (F), Abbas Abubakar Abbas (M)    | 3:11.82 | Recorde asiático     |
| 4                 | Grã-Bretanha   | Rabah Yousif (M), Zoey Clark (F), Emily Diamond (F), Martyn Rooney (M)                  | 3:12.27 | Recorde europeu      |
| 5                 | Polónia        | Wiktor Suwara (M), Rafał Omelko (M), Iga Baumgart-Witan (F), Justyna Święty-Ersetic (F) | 3:12.33 | Recorde nacional     |
| 6                 | Bélgica        | Dylan Borlée (M), Hanne Claes (F), Camille Laus (F), Kevin Borlée (M)                   | 3:14.22 | Recorde nacional     |
| 7                 | Índia          | Muhammed Anas (M), V. K. Vismaya (F), Jisna Mathew (F), Noah Nirmal Tom (M)             | 3:15.77 | Recorde da temporada |
| 8                 | Brasil         | Lucas Carvalho (M), Tiffani Marinho (F), Geisa Coutinho (F), Alexander Russo (M)        | 3:16.22 |                      |

Legenda
| Recorde mundial       | Recorde mundial (World record)               |                       | Recorde africano                      | Recorde africano (African) |                                           | Q | Classificado por posição (Qualified) |
| Recorde do campeonato | Recorde do campeonato (Championship record)  | Recorde da América    | Recorde da América (Americas)         | q                          | Classificado por melhor tempo (Qualified) |   |                                      |
| Melhor marca do ano   | Melhor marca do ano (World leading)          | Recorde asiático      | Recorde asiático (Asian)              | DNS                        | Não largou (Did not start)                |   |                                      |
| Recorde nacional      | Recorde nacional (National record)           | Recorde europeu       | Recorde europeu (European)            | DNF                        | Não terminou (Did not finish)             |   |                                      |
| Recorde pessoal       | Recorde pessoal do atleta (Personal best)    | Recorde da Oceania    | Recorde da Oceania (Oceania)          | DSQ / DQ                   | Desclassificado (Disqualified)            |   |                                      |
| Recorde da temporada  | Recorde da temporada do atleta (Season best) | Recorde sul-americano | Recorde sul-americano (South America) | NM                         | Sem marca (No mark)                       |   |                                      |